# Apomecyna binubila
Apomecyna binubila es una especie de escarabajo longicornio del género Apomecyna, subfamilia Lamiinae. Fue descrita científicamente por Pascoe en 1858.
Posee una longitud corporal de 7-12 milímetros. El período de vuelo de esta especie ocurre en todos los meses del año. La dieta de Apomecyna binubila se compone básicamente de plantas y arbustos de la familia Cucurbitaceae y la subfamilia Mimosoideae, entre ellas, las especies Citrullus colocynthis, Cucurbita maxima, Acacia arabica y demás.

## Distribución
Se distribuye por Angola, Benín, Botsuana, Camerún, Costa de Marfil, Etiopía, Ghana, Guinea, Guinea Ecuatorial, Guinea-Bisáu, Madagascar, Malaui, Mauritania, Mozambique, Níger, Nigeria, República Centroafricana, República  Democrática del Congo, Sudáfrica, Ruanda, Senegal, Sierra Leona, Somalia, Sudán, Tanzania, Togo, Zambia y Zimbabue.